# Jednoprvková množina
Jednoprvková množina je množina, která má jediný prvek.